# 第7機動軍団 (韓国陸軍)
第7機動軍団（だい7きどうぐんだん、朝: 제7기동군단、漢字: 第七機動軍團、英: VII Corps）とは、大韓民国陸軍第3野戦軍隷下に所属する軍団のひとつである。通称「北進先鋒部隊」（朝: 북진선봉부대、英: Vanguard of Northern advance）。
大韓民国陸軍にて攻撃任務のみを担当する唯一の機動軍団であり、現在首都圏を中心として機動戦訓練を行っている。

## 沿革
1968年末、日本海沿岸に朝鮮人民軍ゲリラが大量浸透した蔚珍・三陟事態を受けた韓国が、沿岸防衛を強化すべく第21歩兵師団に代わって1969年1月18日に創設した「東海岸警備司令部」（동해안경비사령부、通称東警司）を前身とする。隷下部隊として第1遊撃旅団、56連隊、58連隊。同月31日、江原道三陟に移動。以降、江原道東海岸から慶尚北道一部地域までを警備した。同年2月17日、第2遊撃旅団創設。
同年8月18日、第1、第2遊撃旅団が特殊戦司令部隷下に転属し第3空輸旅団、第5空輸旅団となる。1974年、第1海岸戦闘団を創設。
1975年8月1日、第68訓練団・第88旅団（特異的に東警司の56連隊と55、57連隊配属）創設。
1982年8月16日には、序数を与えられ、第7軍団に改編される。同日、第1海岸戦闘団、56連隊、88旅団を統合し第22歩兵師団（53、55、56連隊）創設。翌1983年、作戦計画5027-04および全斗煥大統領令第10039号に基づき、攻撃のみ注力する起動軍団となった。それに応じて、京畿道利川に移転、首都機械化歩兵師団と第20機械化歩兵師団を隷属した。
1992年2月14日、陸軍第3183部隊204航空隊所属のUH-1Hヘリコプターが墜落、軍団長の李賢夫中将を始め、作戦参謀の許正奉大佐、軍需参謀の李元一大佐ら搭乗していた軍団幹部7名が死亡する事故が起こった。
2016年以降、第30師団以外の機械化歩兵師団を指揮下に置き、機動軍団としての能力をさらに強めている。

## 編成
構成部隊
- 首都機械化歩兵師団 "猛虎"
- 第11機動師団"花郎"（2016年、軍の改編で第1軍より転属）
- 第8機械化歩兵師団"だるま"（2016年、軍の改編で第5軍団より転属）

直轄部隊
- 第7工兵旅団
  - 旅団本部
    - 機器中隊
    - 第1橋中隊
    - 第2橋中隊

  - 第108工兵大隊
  - 第315渡河工兵大隊
  - 第311渡河工兵大隊
- 第7砲兵旅団（朝鮮語版）
- 第107情報通信旅団
  - 旅団本部
  - 通信運用大隊
  - 第771通信ノード大隊
- 第7強襲大隊（朝鮮語版）
- 第17化学兵器大隊
- 第517防空大隊：2008年創設。
- 本部隊
- 憲兵隊
- 機務隊
- 支援部隊
- 第17航空団

元構成部隊
- 第20機械化歩兵師団 "決戦"（2019年廃止）
- 第26機械化歩兵師団（朝鮮語版）"ブルムリ(火暈)"（2016年、軍の改編で第6軍団より転属→2018年廃止）

## 不祥事
2013年4月に30代軍団長に就任した朴賛珠中将は、軍団長在任中から第2軍司令官（大将）就任後の2017年7月まで妻とともに公館兵に私的な雑用の処理を行わせる職権濫用やその際に侮辱等のパワハラ行為を繰り返していたほか、2014年に高鉄業者に2億2千万ウォンを貸した後、7ヶ月間の利息名目で5千万ウォンを受け取り、また軍事業関連で便宜を図る対価として、航空料やホテル費、食事費など約760万ウォンの香応・接待を受けた疑いを受けている。軍人権センターと国防部の調査の結果、第2軍司令官を更迭の上不名誉除隊となった。パワハラ行為に対しては2019年4月26日、水原地方検察庁が不起訴処分、贈収賄に対しては同月、ソウル高等裁判所で400ウォンの罰金が確定した。一方、同様にパワハラ行為を行っていた妻は公館兵への平手打ちやバルコニーに締め出す等の暴力行為が認められ、2022年6月15日、大田地方裁判所より400ウォンの罰金が確定している。
2018年12月に34代軍団長に就任した尹義哲中将は、第28師団長時代から「特急戦士」のノルマ達成のための過酷な訓練や休暇規制などが問題視されており、軍団長就任後も同様の過剰な訓練指示を繰り返していたとして、軍団長解任を求める5000通以上の大統領府請願が殺到する異例の事態となった。
陸軍本部は当初これらの事実を否定していたが、軍人権センターの調査の結果、合計95件の相談・情報提供があり、病欠の兵士にA4サイズで印刷した診断書を首からぶら下げるよう指示していたことなどが発覚し 、翌年11月に教育司令官へと異動となった。

## 歴代軍団長
| 漢字/片仮名表記 | 原語表記           |        |                         |          |                                      |                            |                            |
| 1               | 姜宛采             | 강원채 | 1969.1.8 - 1971         | 警士5期  | 第3軍団副軍団長                      | 駐越司令部作戦副司令官     |                            |
| 2               | キム・パンギュ     | 김판규 | 1971 - 1974             |          |                                      |                            |                            |
| 3               | 兪学聖             | 유학성 | 1974 - 1975             | 政訓1期  | 戦闘発展司令官                       | 陸軍本部教育参謀部長       | ハナフェ                   |
| 4               | 全成珏             | 전성각 | 1976 - 1978             | 陸士8期  |                                      | 大統領警護室次長           |                            |
| 8               | 金英圭             | 김영규 | 1982 - 1983             | 甲種4期  | 25師団長                             |                            | 82年より軍団長代理         |
| 第7軍団に改称   |                    |        |                         |          |                                      |                            |                            |
| 9               | 鄭振権             | 정진권 | 1983                    | 8期      | 教育司令官                           | 合同参謀部長               |                            |
| 10              | 鄭鎬根             | 정호근 | 1983 - 1985             | 甲種5期  | 第5師団長                            | 国防部特命検閲団長         |                            |
| 13              | 宋膺燮             | 송응섭 | 1987年12月 - 1989年12月 | 陸士16期 | 国防部戦力計画官                     | 合同参謀本部長             |                            |
| 18              | 金正憲             | 김정헌 | 1989年12月 - 1991年12月 | 陸士18期 | 三士官学校校長                       | 陸軍士官学校長             |                            |
| 19              | 李賢夫             | 이현부 | 1991年12月 - 1992.2.14  | 陸士20期 | 陸軍本部作戦参謀部長                 | なし                       | ハナフェ 1992年事故死      |
| 23              | 金章洙             | 김장수 | 2001 - 2003.4           | 陸士27期 |                                      | 韓米連合司令部副司令官     |                            |
| 24              | 金秉寬             | 김병관 | 2003.4 - 2005.6         | 陸士28期 |                                      | 第1軍司令官                |                            |
| 25              | 金近泰             | 김근태 | 2005年5月 - 2006.12.4   | 陸士30期 | 陸大総長                             | 合同参謀本部作戦本部本部長 |                            |
| 26              | 金永厚             | 김영후 | 2006.12.4 - 2008.11.11  | 陸士31期 | 第3軍副司令官                        | 米軍基地事業団長           |                            |
| 27              | 朴成奎             | 박성규 | 2008.11.11 - 2010.6.28  | 三士10期 | 陸軍教育司令部教育訓練部長           | 陸軍教育司令官             |                            |
| 28              | 李俊九             | 이준구 | 2010.6.28 - 2011.11     | 陸士34期 | 国防部軍需管理官                     |                            |                            |
| 29              | イム・グクソン     | 임국선 | 2011年11月 - 2013年4月  | 学軍17期 | 合同参謀本部戦力発展部長             | 第2軍副司令官              |                            |
| 30              | 朴贊珠             | 박찬주 | 2013年4月 - 2014.10.14  | 陸士37期 | 合同参謀本部上部指揮構造改編推進団長 | 陸軍参謀次長               |                            |
| 31              | ジャン・ジェファン | 장재환 | 2014.10.14 - 2016.4.29  | 陸士39期 | 合同参謀本部作戦企画部長             | 第3軍副司令官              |                            |
| 32              | 李鐘燮             | 이종섭 | 2016.4.29 - 2017.9.29   | 陸士40期 |                                      | 合同参謀次長               |                            |
| 33              | イ・ジョンギ       | 이정기 | 2017.9.29 - 2018.12     | 陸士41期 | 第2軍参謀長                          |                            |                            |
| 34              | 尹義哲             | 윤의철 | 2018.12 - 2019.11       | 陸士43期 | 国家安全保障室国家危機管理センター長 | 教育司令官                 | 揮下兵力酷使論議により異動 |
| 35              | 高賢錫             | 고현석 | 2022.6 - 2023.4         | 学士29期 | 第25師団長                           | 陸軍参謀次長               |                            |
| 36              | 金鎬福             | 김호복 | 2023.4 - 2024.4         | 三士27期 | 第51師団長                           | 地上作戦司令部副司令官     |                            |
| 37              | パク・ジェヨル     | 박재열 | 2024.4 - 現             | 陸士49期 | 合同参謀本部核・WMD対応本部長        | 現                         |                            |